# Ratina Z
Ratina Z (née le 26 mai 1982, morte le 22 décembre 2010 ), est une jument hanovrienne de saut d'obstacles, qui a concouru dans les années 1990. Sous la selle de Piet Raymakers puis de Ludger Beerbaum, Ratina Z est championne olympique, championne du monde et championne d'Europe.

## Histoire
Avant sa rencontre avec Piet Raymakers, Ratina Z tournait au niveau national en Belgique. Ses performances au niveau international n'ont débuté qu'à la suite de son arrivée dans les écuries du Haras de Zangersheide. Piet Raymakers a entraîné Ratina Z en essayant de préserver ses qualités naturelles au saut. Certains défauts ont été corrigés avec patience : son cavalier a mis neuf mois avant de pouvoir effectuer un cercle complet en galop à droite. En effet, Ratina Z avait l'habitude de galoper à main gauche pour effectuer des sauts durant des démonstrations. Plutôt que de la forcer, Piet Raymakers l'a laissée galoper à faux jusqu'à ce qu'elle comprenne le problème.
Après un titre de vice-championne olympique en individuel avec Piet Raymakers, Ratina fut achetée par Madeleine Winter-Schulze sur les conseils de Ludger Beerbaum qui ne l'avait pourtant jamais montée. Ce dernier avait cependant eu tout le loisir d'observer Ratina car il avait remporté la médaille d'or olympique avec Classic Touch et juste devant Ratina. À la suite de cette vente, Piet Raymakers a confié avoir ainsi perdu le cheval de sa vie.
Ratina rejoignit ses nouvelles écuries à Risenbeck. Ludger Beerbaum a mis du temps, tout comme son prédécesseur, à canaliser la grande énergie de Ratina. Il a même considéré ce trait de Ratina comme son principal défaut, nécessitant beaucoup de travail pour la canaliser. Il parle de cette jument comme étant celle qui lui a demandé le plus de travail quotidien de toute sa carrière. Cette remarque est à mettre en exergue avec tous les chevaux de haut niveau qu'a pu monter Ludger Beerbaum, un des meilleurs cavaliers mondiaux en saut d'obstacles.
Par la suite, Ludger Beerbaum gagne de nombreux titres internationaux avec Ratina Z. Aux Jeux olympiques d'Atlanta, Ratina a été le seul cheval à faire un triple sans-faute, mais à cause d'une blessure, elle n'a pas pu participer à la finale.
La dernière épreuve de Ratina fut la Coupe des nations de Modène en 1999. Elle est ensuite mise à la retraite dans les prés de Ludger Beerbaum à Riesenbeck, où une statue en bronze a été érigée en son honneur. Elle a été euthanasiée le 22 décembre 2010.

## Palmarès
Avec Piet Raymakers
- 1991 : 
  - Championne d'Europe par équipe et 4e individuel
  - 1re en individuel aux épreuves Coupe des nations d'Aix la Chapelle et Rotterdam
- 1992 : Championne olympique par équipe et vice-championne en individuel aux Jeux olympiques de Barcelone

Avec Ludger Beerbaum
- 1993 : Vainqueur de la finale de la Coupe du monde de Göteborg
- 1994 : 
  - Championne du monde par équipe et 4e en individuel à La Haye
  - Vainqueur des Grands Prix Coupe du monde d'Amsterdam et Berlin
- 1995 : 4e de la finale Coupe du Monde de Göteborg
- 1996 : Championne olympique par équipe aux Jeux olympiques d'Atlanta
- 1997 : Championne d'Europe en individuel et par équipe à Mannheim

## Descendance
| Nom           | Naissance | Sexe   | Père                                     |
| ------------- | --------- | ------ | ---------------------------------------- |
| Callipa       | 1986      | jument | Cor de la Bryère                         |
| Rex Z         | 1988      | étalon | Rebel I Z                                |
| Treasure Z    | 2000      | étalon | Tlaloc la Silla (ex Dollar de la Pierre) |
| Crown Z       | 2000      | étalon | Carthago Z                               |
| Clever Z      | 2000      | jument | Carthago Z                               |
| Carlos Z      | 2001      | mâle   | Carthago Z                               |
| Aloha Z       | 2002      | mâle   | Artos Z                                  |
| Comme Il Faut | 2005      | étalon | Cornet Obolensky                         |

Source : Cryozootech
En plus de sa descendance naturelle, en 2007, des essais de clonage sont effectués sur Ratina Z.